# Union of Concerned Scientists
Die Union of Concerned Scientists (UCS; deutsch etwa „Vereinigung besorgter Wissenschaftler“) ist eine US-amerikanische Wissenschaftlervereinigung, die sich für Abrüstung und Umweltschutz einsetzt.
Aus einem Teach-in hervorgegangen, wurde sie 1969 am Massachusetts Institute of Technology von Wissenschaftlern und Studenten gegründet. Ihr Hauptsitz befindet sich in Cambridge (Massachusetts). Die UCS hat nach eigenen Angaben mehr als 250.000 Mitglieder, sowohl ausgewiesene Wissenschaftler als auch Privatleute, die die Ziele der Vereinigung unterstützen.

## Standpunkte und Aufgabenbereiche
Die Union of Concerned Scientists ist eine gemeinnützige („non-profit“) Interessengruppe, zu deren Aufgabenschwerpunkten die Bekämpfung der Umweltverschmutzung, der Abbau des Arsenals nuklearer Waffen, ein Verbot von Weltraumwaffen, die bundesgesetzliche Regulierung bestimmter Biotechnologien, der Artenschutz und Maßnahmen gegen den Klimawandel gehören. Die UCS befürwortet darüber hinaus die Forschung zu erneuerbaren Energien, schadstoffarmen Verkehrsmitteln und nachhaltiger Landwirtschaft. Dabei spricht sich die UCS nicht grundsätzlich gegen die Nutzung der Kernenergie aus, befürwortet jedoch strenge Sicherheitsvorschriften.
Die Organisation wendet sich zudem gegen die Deckelung der Steuernachlässe zur Entwicklung von Hybridfahrzeugen, denen sie eine eigene Website namens Hybrid Center gewidmet hat. Die UCS ist gegen die gentechnische Manipulation von Nutztieren und plädiert gegen den nichttherapeutischen Gebrauch von Antibiotika, weil dieser die Gefahr von Resistenzen berge.
Zu den fundamentalen Zielsetzungen heißt es auf der Website der Vereinigung: „Die UCS verbindet unabhängige wissenschaftliche Forschung mit Bürgeraktivitäten, um innovative, praktische Lösungen zu entwickeln und verantwortungsbewusste Änderungen der Regierungspolitik, der Praxis der Unternehmen und bei den Kaufentscheidungen der Konsumenten zu bewirken.“
Kurt Gottfried, ein früherer hochrangiger Mitarbeiter am CERN, war von 1999 bis 2009 Vorsitzender des UCS-Verwaltungsrats; sein Nachfolger ist James J. McCarthy. Derzeit (Stand Januar 2017) hält Anne R. Kapuscinski als erste Frau diese Position. Präsident ist Kenneth Kimmell,  Executive Director Kathleen Rest.
Zweimal jährlich erscheint die für UCS-Mitglieder kostenlose Zeitschrift Catalyst.

## Geschichte
Die Gründung erfolgte 1969 durch Studenten und Mitarbeiter diverser Fakultäten des Massachusetts Institute of Technology (MIT) ins Leben gerufen. Einer der Mitbegründer war der Physiker und spätere Nobelpreisträger Henry W. Kendall.
1977 unterstützte die UCS die Scientists’ Declaration on the Nuclear Arms Race (Erklärung von Wissenschaftlern zum nuklearen Rüstungswettlauf), in der ein Ende des Wettrüstens, die Einstellung der Atomtests und die Beendigung der Aufstellung von Kernwaffen in den USA bzw. in der Sowjetunion gefordert wurde.
1984 erhielt die Organisation den Bruno-Kreisky-Preis für Verdienste um die Menschenrechte. Als Antwort auf die Strategic Defense Initiative (SDI) in der Regierungszeit von Ronald Reagan lancierte die UCS die Petition An Appeal to Ban Space Weapons (Ein Appell für das Verbot von Weltraumwaffen), der sich mehr als 700 Mitglieder der National Academy of Sciences, inklusive 57 Nobelpreisträgern, anschlossen.
1992 wurde eine von Kendall verfasste Erklärung zur Dringlichkeit des Umweltschutzes von 1700 Wissenschaftlern unterzeichnet, einschließlich der Mehrheit der Nobelpreisträger in den Naturwissenschaften. In der Eingabe A Call to Action (Ein Aufruf zum Handeln) von 1997 forderte die UCS die Ratifizierung des Kyoto-Protokolls durch die USA. Die Petition wurde von über 1500 Wissenschaftlern und von 110 Nobelpreisträgern unterzeichnet.
Im Februar 2004 veröffentlichte die UCS den Report Restoring Scientific Integrity in Policymaking (Wiederherstellung wissenschaftlicher Rechtschaffenheit bei der Gestaltung von Politik), der mediale Aufmerksamkeit erregte. Dieser Bericht kritisierte eine „Politisierung“ der Wissenschaft durch die Regierung von US-Präsident George W. Bush. So habe die Regierung höchst alarmierende Berichte der US-Umweltschutzbehörde Environmental Protection Agency zur globalen Erwärmung geändert und Mitglieder in wissenschaftliche Beiräte aufgrund ihrer politischen Einstellungen anstatt ihrer wissenschaftlichen Erfahrungen berufen. Kurt Gottfried warf der Regierung vor, Praktiken an den Tag zu legen, die fundamental im Konflikt mit dem Geist der Wissenschaft und ihrer Methoden stünden, und schwerwiegende Risiken für die langfristigen Lebensbedingungen der Nation zu ignorieren. Begleitet wurde der Bericht von einem Schreiben, in dem führende Wissenschaftler ihre Besorgnis über diese Praktiken ausdrückten. In den folgenden vier Jahren unterzeichneten 15.000 Wissenschaftler und Ingenieure die Erklärung. Im Juli 2004 warf die UCS in einem Zusatz zu ihrem Bericht der Bush-Regierung vor, dass Berichte zum Tagebau in West Virginia unsachgemäß verändert und dass „höchst qualifizierte“ Kandidaten für Regierungsstellen wie etwa der Nobelpreisträger Torsten Wiesel wegen ihrer offenen Kritik an der Politik der Bush-Regierung abgelehnt worden seien.
John Marburger, Direktor des Amts für Wissenschafts- und Technologiepolitik des Weißen Hauses (Office of Science and Technology Policy), verwarf den UCS-Bericht als „voreingenommen“ und politisch motiviert und wies in einem offiziellen Statement die Kritik als „falsch“, „verkehrt“ und „Verzerrung“ zurück. Die UCS nannte diese Behauptungen „ungerechtfertigt“ und wies später darauf hin, dass sich die Bush-Regierung zu den Anschuldigungen selbst geradezu ausschweige.
Seit Oktober 2004 betreibt die Vereinigung als Reaktion auf „ein sich wandelndes politisches Klima“ die Schaffung ein „Programm für wissenschaftliche Integrität“ (Scientific Integrity Program) an, bei dem die wissenschaftliche Rechtschaffenheit analysiert und gegen politisch motivierte Einflussnahme verteidigt werden soll.
Im Dezember 2008 legte die USC einen Zehn-Punkte-Plan für die neue US-Regierung von Barack Obama vor, in dem es neben der Forderung nach sauberer Luft und sicheren Medikamenten vor allem um Transparenz und die ungehinderte Verbreitung wissenschaftlicher Erkenntnisse geht.
Im April 2011, nach der katastrophalen Unfällen von Fukushima, veröffentlichte die UCS Dokumente der amerikanischen Atomaufsichtsbehörde NRC (Nuclear Regulatory Commission). Die UCS hatte deren Herausgabe auf Grundlage des Freedom of Information Act verlangt. Es handelt sich vor allem um E-Mails und Memos, die Teil eines internen NRC-Gutachtens sind. Dieses untersucht ein Szenario an zwei amerikanischen Atomkraftwerken in den Bundesstaaten Pennsylvania und Virginia: Was passiert bei einem vollständigen längerandauernden Stromausfall? Der Stromausfall in Fukushima führte zu mehreren Explosionen und drei Kernschmelzen.
Die USC veröffentlichte auch verschiedene, von David Lochbaum und David Wright verfasste Berichte und Analysen zu den Vorgängen in Fukushima.

## Veröffentlichungen
- The Consumer's Guide to Effective Environmental Choices: Practical Advice from the Union of Concerned Scientists. Three Rivers Press, 1999, ISBN 0-609-80281-X (Kapitel 1 als PDF (Memento vom 26. Mai 2013 im Internet Archive))